# Украина на зимних Олимпийских играх 1998
Украина принимала участие в Зимних Олимпийских играх 1998 года в Нагано (Япония) во второй раз за свою историю, и завоевала одну серебряную медаль.

Почтовые марки Украины
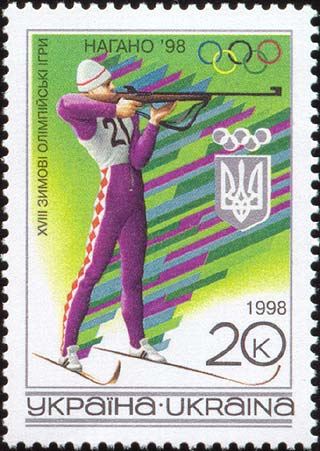
Биатлон
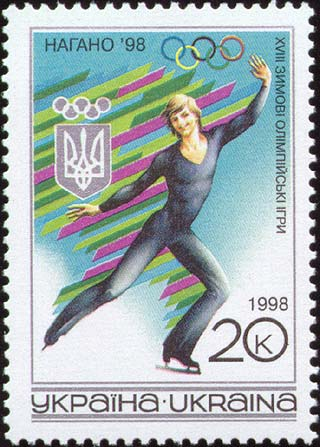
Фигурное катание

## Серебро
- Биатлон, женщины — Елена Юрьевна Петрова.